# Geriatrische revalidatiezorg
Geriatrische revalidatiezorg (GRZ) is zorg gericht op revalidatie voor kwetsbare ouderen na opname en behandeling. De reden voor opname kan zijn een cardiovasculair oorzaak (CVA, hartinfarct), botbreuk, orthopedische ingreep (nieuwe heup/knie) of anderszins. Indien na behandeling een terugkeer naar huis voor de patiënt nog niet mogelijk is, is geriatrische revalidatiezorg noodzakelijk.
De GRZ is voor kwetsbare ouderen met complexe multimorbiditeit en afgenomen leerbaarheid en trainbaarheid. Ze wordt gegeven: 
- als de patiënt in een ziekenhuis heeft gelegen en de GRZ binnen een week hierop aansluit, of
- als de patiënt een acute aandoening heeft waardoor sprake is van acute stoornissen in de mobiliteit of afname van zelfredzaamheid en de patiënt hiervoor medisch specialistische zorg heeft ontvangen.[1]

Het doel van GRZ is door behandeling en therapie de patiënt te helpen terug te keren naar de thuissituatie, zodat de patiënt weer zo goed mogelijk kan deelnemen aan de maatschappij. 
De geriatrische revalidatie wordt door de ziektekostenverzekering in den regel maximaal zes maanden vergoed. In uitzonderlijke gevallen kan een langere periode worden toegestaan door de zorgverzekeraar. 

## Zorgverleners
De geriatrische revalidatie valt onder de verantwoordelijkheid van de specialist ouderengeneeskunde. Daarbij kunnen voor zover noodzakelijk de volgende zorgverleners worden ingeschakeld: 
- Verpleegkundig Specialist
- Verzorgende
- Verpleegkundige
- Fysiotherapeut
- Ergotherapeut
- Logopedist
- Diëtist
- Psycholoog
- Muziektherapeut

In multidisciplinair overleg van alle betrokken disciplines worden de behoeften en vorderingen van de patiënt besproken.